# Herrschaft Berg
Die Herrschaft Berg mit Sitz in Berg, heute ein Stadtteil von Ehingen im baden-württembergischen Alb-Donau-Kreis, gehörte den Grafen von Berg-Schelklingen, die um 1110/1120 erstmals namentlich erwähnt wurden.
Von der von den Grafen von Berg erbauten Burg Berg bei Ehingen, dem Herrschaftssitz, ist nichts mehr erhalten.  
Im Jahr 1112 heiratete der böhmische Fürst Vladislav I. die Rixa (Richenza) von Berg, Tochter des schwäbischen Grafen Heinrich von Berg. Deren Schwester Salomea von Berg war mit Herzog Bolesław III. Schiefmund von Polen vermählt.
Durch die Ehe des Grafen Heinrich III. von Berg mit Adelheid, der Erbtochter Walters von Schelklingen, kamen Grafen von Berg um 1210 in den Besitz der Herrschaft Schelklingen.
Im Jahr 1343 kam die Herrschaft Berg zu Vorderösterreich. 
Im Jahr 1732 erhielt die Grafenfamilie Schenk von Castell die Herrschaft zu Lehen. Im Rahmen der Mediatisierung im Jahr 1806 kam die Herrschaft Berg unter die Landeshoheit von Württemberg.